# 名古屋市立道徳小学校
名古屋市立道徳小学校（なごやしりつ どうとくしょうがっこう）は、愛知県名古屋市南区道徳新町5丁目にある公立小学校。

## 概要
- 五条町、七条町、泉楽通、堤町、道徳新町、道徳通、豊田町、南陽通などが通学区域であり、公立中学校の進学先は名古屋市立大江中学校である[1]。

## 沿革
- 1940年（昭和15年）12月1日 - 豊田尋常小学校から分離し、道徳尋常小学校として開校。
- 1941年（昭和16年）4月1日 - 道徳国民学校に改称する。
- 1944年（昭和19年）8月 - 碧海郡刈谷町、知多郡東浦村に学童疎開する。
- 1945年（昭和20年）5月17日 - 空襲により校舎を焼失する。
- 1946年（昭和21年）11月18日 - 校舎を再建する。
- 1947年（昭和22年）4月1日 - 名古屋市立道徳小学校に改称する。
- 1948年（昭和23年）10月17日 - 校舎を増築する。
- 1959年（昭和34年）9月26日 - 伊勢湾台風により山崎川の堤防が決壊。校舎が浸水するなどの大きな被害を受け、休校となる（10月14日まで）。
- 1961年（昭和36年）12月15日 - 新校舎（鉄筋コンクリート造、現在の南校舎）が完成する。
- 1967年（昭和42年）3月11日 - 北校舎が完成する。
- 1969年（昭和44年）1月10日 - 北校舎の2階部分を増築する。
- 1973年（昭和48年）2月20日 - 北校舎の3階部分を増築する。
- 2022年 (令和4年) 老朽化していた南校舎と北校舎のトイレを更新する。

## 交通アクセス
- 名鉄常滑線道徳駅下車、徒歩約8分。